# Liga Invernal Veracruzana 2009-2010
La Temporada 2009-2010 de la Liga Invernal Veracruzana fue la edición número 5 de la segunda etapa de este circuito. 
El equipo campeón fue Brujos de Los Tuxtlas, derrotando en la Serie Final 4 juegos a 2 a los Chileros de Xalapa, bajo el mando del mánager Pedro Meré.

## Equipos participantes
| Liga Invernal Veracruzana 2009-2010 |                         |                              |                                      |
| Zona                                | Equipo                  | Sede                         | Estadio                              |
| Centro                              | Cafeteros de Córdoba    | Córdoba, Veracruz            | "Beisborama"                         |
| Centro                              | Chileros de Xalapa      | Xalapa, Veracruz             | Deportivo Colón                      |
| Centro                              | Gallos de Santa Rosa    | Ciudad Mendoza, Veracruz     | Deportivo Esfuerzo Obrero            |
| Centro                              | Rojos de Veracruz       | Veracruz, Veracruz           | Deportivo Universitario "Beto Ávila" |
| Sur                                 | Broncos de Cosamaloapan | Cosamaloapan, Veracruz       | Deportivo Cosamaloapeño              |
| Sur                                 | Brujos de Los Tuxtlas   | San Andrés Tuxtla, Veracruz  | Aurelio Ballados                     |
| Sur                                 | Gavilanes de Minatitlán | Minatitlán, Veracruz         | 18 de marzo de 1938                  |
| Sur                                 | Toros de Soledad        | Soledad de Doblado, Veracruz | Santa Catarina                       |

## Juego de Estrellas
El Juego de Estrellas se realizó el 21 de noviembre de 2009 en el Parque Aurelio Ballados, sede de los Brujos de Los Tuxtlas. Las selecciones de la Zona Centro y Zona Sur empataron a cinco carreras después de efectuarse los nueve innings pactados.

El dominicano Andrés Rodríguez de los Toros de Soledad fue el ganador del Home Run Derby.